# Xã Louisville, Quận Red Lake, Minnesota
Xã Louisville (tiếng Anh: Louisville Township) là một xã thuộc quận Red Lake, tiểu bang Minnesota, Hoa Kỳ. Năm 2010, dân số của xã này là 187 người.